# Cheryl Jacques

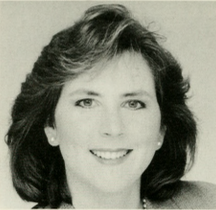
Cheryl Jacques, 1999

Cheryl Jacques (* 17. Februar 1962) ist eine US-amerikanische Politikerin der Demokratischen Partei.

## Leben
Jacques besuchte das Boston College und studierte Rechtswissenschaften an der Suffolk University Law School. Sie saß von 1993 bis 2004 für die Demokratische Partei im Senat von Massachusetts. 2004 war sie als Nachfolgerin von Elizabeth Birch Präsidentin der Organisation Human Rights Campaign; sie legte das Präsidentenamt der Organisation nach einem Jahr nieder. Seit 2004 ist sie mit Jennifer Chrisler verheiratet. Das Paar hat drei Kinder.